# Engels voetbalkampioenschap 1888/89
1888-89 was het eerste seizoen van de Engelse voetbalcompetitie en het achttiende voetbalseizoen in het land. Preston North End kroonde zich als eerste club ter wereld tot landskampioen. Er werd geen enkele wedstrijd verloren en ook de FA Cup werd gewonnen.
De voorgaande jaren was er enkel een bekercompetitie. Nu volgde ook een echte competitie, de Football League, open voor clubs uit heel het Verenigd Koninkrijk. In tegenstelling tot bijna alle andere landen in Europa werden de eerste voetbalseizoenen niet beheerst door clubs uit de hoofdstad. Er was geen enkel team present uit Londen. Er waren enkel clubs uit de Midlands en Noord-Engeland.
De Football League bestaat nog steeds en telt 72 clubs verspreid over drie divisies. Sinds 1992/93 is het echter niet meer de belangrijkste competitie van het land. Toen nam de Premier League het over als hoogste klasse.

## The Football League
|    |                         | Wed | W  | G | V  | DV | DT | DS    | Ptn |
| -- | ----------------------- | --- | -- | - | -- | -- | -- | ----- | --- |
| 1  | Preston North End       | 22  | 18 | 4 | 0  | 74 | 15 | 4.933 | 40  |
| 2  | Aston Villa             | 22  | 12 | 5 | 5  | 61 | 43 | 1.419 | 29  |
| 3  | Wolverhampton Wanderers | 22  | 12 | 4 | 6  | 50 | 37 | 1.351 | 28  |
| 4  | Blackburn Rovers        | 22  | 10 | 6 | 6  | 66 | 45 | 1.467 | 26  |
| 5  | Bolton Wanderers        | 22  | 10 | 2 | 10 | 63 | 59 | 1.068 | 22  |
| 6  | West Bromwich Albion    | 22  | 10 | 2 | 10 | 40 | 46 | 0.870 | 22  |
| 7  | Accrington              | 22  | 6  | 8 | 8  | 48 | 48 | 1.000 | 20  |
| 8  | Everton                 | 22  | 9  | 2 | 11 | 35 | 46 | 0.761 | 20  |
| 9  | Burnley                 | 22  | 7  | 3 | 12 | 42 | 62 | 0.677 | 17  |
| 10 | Derby County            | 22  | 7  | 2 | 13 | 41 | 61 | 0.672 | 16  |
| 11 | Notts County            | 22  | 5  | 2 | 15 | 40 | 73 | 0.548 | 12  |
| 12 | Stoke FC                | 22  | 4  | 4 | 14 | 26 | 51 | 0.510 | 12  |

### Uitslagen
| Thuis (beneden) / Uit (rechts) | ACC   | AST   | BLB   | BOL   | BUR   | DER   | EVE   | NTC   | PRE   | STO   | WBA   | WOL   |
| ------------------------------ | ----- | ----- | ----- | ----- | ----- | ----- | ----- | ----- | ----- | ----- | ----- | ----- |
| Accrington                     |       | 1 - 1 | 0 - 2 | 2 - 3 | 5 - 1 | 6 - 2 | 3 - 1 | 1 - 2 | 0 - 0 | 2 - 0 | 2 - 1 | 4 - 4 |
| Aston Villa                    | 4 - 3 |       | 6 - 1 | 6 - 2 | 4 - 2 | 4 - 2 | 2 - 1 | 9 - 1 | 0 - 2 | 5 - 1 | 2 - 0 | 2 - 1 |
| Blackburn Rovers               | 5 - 5 | 5 - 1 |       | 4 - 4 | 4 - 2 | 3 - 0 | 3 - 0 | 5 - 2 | 2 - 2 | 5 - 2 | 6 - 2 | 2 - 2 |
| Bolton Wanderers               | 4 - 1 | 2 - 3 | 3 - 2 |       | 3 - 4 | 3 - 6 | 6 - 2 | 7 - 3 | 2 - 5 | 2 - 1 | 1 - 2 | 2 - 1 |
| Burnley                        | 2 - 2 | 4 - 0 | 1 - 7 | 4 - 1 |       | 1 - 0 | 2 - 2 | 1 - 0 | 2 - 2 | 2 - 1 | 2 - 0 | 0 - 4 |
| Derby County                   | 1 - 1 | 5 - 2 | 0 - 2 | 2 - 3 | 1 - 0 |       | 2 - 4 | 3 - 2 | 2 - 3 | 2 - 1 | 1 - 2 | 3 - 0 |
| Everton                        | 2 - 1 | 2 - 0 | 3 - 1 | 2 - 1 | 3 - 2 | 6 - 2 |       | 2 - 1 | 0 - 2 | 2 - 1 | 1 - 4 | 1 - 2 |
| Notts County                   | 3 - 3 | 2 - 4 | 3 - 3 | 0 - 4 | 6 - 1 | 3 - 5 | 3 - 1 |       | 0 - 7 | 0 - 3 | 2 - 1 | 3 - 0 |
| Preston North End              | 2 - 0 | 1 - 1 | 1 - 0 | 3 - 1 | 5 - 2 | 5 - 0 | 3 - 0 | 4 - 1 |       | 7 - 0 | 3 - 0 | 5 - 2 |
| Stoke City                     | 2 - 4 | 1 - 1 | 2 - 1 | 2 - 2 | 4 - 3 | 1 - 1 | 0 - 0 | 3 - 0 | 0 - 3 |       | 0 - 2 | 0 - 1 |
| West Bromwich Albion           | 2 - 2 | 3 - 3 | 2 - 1 | 1 - 5 | 4 - 3 | 5 - 0 | 1 - 0 | 4 - 2 | 0 - 5 | 2 - 0 |       | 1 - 3 |
| Wolverhampton Wanderers        | 4 - 0 | 1 - 1 | 2 - 2 | 3 - 2 | 4 - 1 | 4 - 1 | 4 - 0 | 2 - 1 | 0 - 4 | 4 - 1 | 2 - 1 |       |

## FA Cup
- Preston North End 3 - 0 Wolverhampton Wanderers

## Nationaal elftal
Engeland eindigde 2de in het British Home Championship, dat gewonnen werd door Schotland.
| Datum            | Gastplaats                          | Tegenstander | Score * | Comp | Engeland scorers                       |
| ---------------- | ----------------------------------- | ------------ | ------- | ---- | -------------------------------------- |
| 23 februari 1889 | Victoria Ground, Stoke-on-Trent (T) | Wales        | 4-1     | BHC  | Bassett, Goodall, Southworth, Dewhurst |
| 2 maart 1889     | Anfield, Liverpool (T)              | Ierland      | 6-1     | BHC  | Weir, Yates (3), Lofthouse, Brodie     |
| 13 april 1889    | The Oval, Londen (T)                | Schotland    | 2-3     | BHC  | Bassett, Weir                          |

- Scores van Engeland worden eerst gezet

Key
- T = thuiswedstrijd
- BHC = British Home Championship

1888/89 · 1889/90 · 1890/91 · 1891/92 · 1892/93 · 1893/94 · 1894/95 · 1895/96 · 1896/97 · 1897/98 · 1898/99 · 1899/00 · 1900/01 · 1901/02 · 1902/03 · 1903/04 · 1904/05 · 1905/06 · 1906/07 · 1907/08 · 1908/09 · 1909/10 · 1910/11 · 1911/12 · 1912/13 · 1913/14 · 1914/15 · 1915/16 · 1916/17 · 1917/18 · 1918/19 · 1919/20 · 1920/21 · 1921/22 · 1922/23 · 1923/24 · 1924/25 · 1925/26 · 1926/27 · 1927/28 · 1928/29 · 1929/30 · 1930/31 · 1931/32 · 1932/33 · 1933/34 · 1934/35 · 1935/36 · 1936/37 · 1937/38 · 1938/39 · 1939/40 · 1940/41 · 1941/42 · 1942/43 · 1943/44 · 1944/45 · 1945/46 · 1946/47 · 1947/48 · 1948/49 · 1949/50 · 1950/51 · 1951/52 · 1952/53 · 1953/54 · 1954/55 · 1955/56 · 1956/57 · 1957/58 · 1958/59 · 1959/60 · 1960/61 · 1961/62 · 1962/63 · 1963/64 · 1964/65 · 1965/66 · 1966/67 · 1967/68 · 1968/69 · 1969/70 · 1970/71 · 1971/72 · 1972/73 · 1973/74 · 1974/75 · 1975/76 · 1976/77 · 1977/78 · 1978/79 · 1979/80 · 1980/81 · 1981/82 · 1982/83 · 1983/84 · 1984/85 · 1985/86 · 1986/87 · 1987/88 · 1988/89 · 1989/90 · 1990/91 · 1991/92 · 1992/93 · 1993/94 · 1994/95 · 1995/96 · 1996/97 · 1997/98 · 1998/99 · 1999/00 · 2000/01 · 2001/02 · 2002/03 · 2003/04 · 2004/05 · 2005/06 · 2006/07 · 2007/08 · 2008/09 · 2009/10 · 2010/11 · 2011/12 · 2012/13 · 2013/14 · 2014/15 · 2015/16 · 2016/17 · 2017/18 · 2018/19 · 2019/20 · 2020/21 · 2021/22 · 2022/23 · 2023/24 · 2024/25